# Jozef Pribilinec
Jozef Pribilinec (født 6. juli 1960 i Kremnica) er en tjekkoslovakisk (slovakisk) tidligere kapgænger.

## Atletikkarriere
Pribilinec' første store internationale resultat kom, da han blev junioreuropamester i 10 km kapgang i 1979, og året efter deltog han første gang i OL, da han blev nummer 20 i 20 km i Moskva. Ved senior-EM i 1982 vandt han sølv på 20 km, og året efter vandt han ligeledes sølv, denne gang ved VM. Han deltog ikke i OL 1984, men vandt derpå EM-guld på 20 km i 1986 i en spændende tvekamp mod italieneren Maurizio Damilano, som kom i mål to sekunder efter Pribilinec. Han vandt VM-guld indendørs på 5000 m i 1987, VM-sølv på 20 km samme år, hvor Damilano fik revanche ved at vinde guld, VM-sølv indendørs på 5000 m i 1987, VM-sølv udendørs på 20 km samme år samt EM-guld på 5000 m indendørs 1988.
Ved OL 1988 i Seoul var der igen lagt op til en duel mellem Pribilinec og Damilano på 20 km, mens der også var nogle forventninger til østtyske Ronald Weigl. Det blev da også disse tre, der delte medaljerne, da Pribilinec og Weigl kom først ind på stadion med slovakken fem meter foran tyskeren, og han vandt i den olympiske rekordtid 1.19.57 time, tre sekunder foran Weigel, der igen var 14 sekunder foran Damilano.
Efter Tjekkoslovakiets opløsning stillede Pribilinec op en sidste gang ved VM, nu for Slovakiet, i 1993, hvor han blev nummer 17 på 20 km.

## Øvrige karriere
Mens han var aktiv kapgænger, arbejdede Pribilinec samtidig ved det tjekkoslovakiske politi, og han fortsatte i det slovakiske politi efter at have afsluttet sportskarrieren. Han sad desuden i det slovakiske parlament, valgt for et demokratisk venstreparti 1994-2002. Han er siden gået ind i forretningsverdenen som ejer af flere firmaer, heriblandt Dupri, en hotelkæde, og SPS Ihráč, et bogholderifirma.